# Student Exchange
Student Exchange es un telefilme estadounidense de 1987, dirigido por Mollie Miller.

## Reparto
| Actor                 | Personaje                            |
| --------------------- | ------------------------------------ |
| Todd Field            | Neil Barton / Adriano Parbritzzi     |
| Viveka Davis          | Carole Whitcomb / Simone Swaare'     |
| Gavin MacLeod         | Vicedirector Durfner                 |
| Mitchell Anderson     | Rod                                  |
| Heather Graham        | Dorrie Ryder                         |
| Maura Tierney         | Kathy Maltby                         |
| Nick Belazzi          | Real Adriano Parbritzzi              |
| Edward Edwards        | Touy Gordon                          |
| Michael Ennis         | Driving Instructor                   |
| Rob Estes             | Beach                                |
| Nancy Fish            | Vera                                 |
| Lee Garlington        | Sra. Whitcoms                        |
| Ira Heiden            | Simon                                |
| Virginya Keehne       | Lucy Whitcomb                        |
| Michelangelo Kowalski | Joe, el motorista                    |
| Alex Lende            | Estudiante Andre                     |
| Nancy Lenehan         | Sra. Barton                          |
| Jack McGee            | Estudiante Cabbie                    |
| Lisa Mende            | Receptionista del salón de rayos UVA |
| Patricia Patts        | Patricia                             |
| Ria Pavia             | Estudiante Bagley                    |
| David Selburg         | Sr. Whitcoms                         |
| Glenn Shadix          | Sr. Barton                           |
| Philippe Simon        | Mesero frances                       |
| O. J. Simpson         |                                      |
| Robin Stober          | Sra. Beat                            |
| Viva Vinson           | Real Simone Swaare                   |
| Kim Walker            | Kit                                  |
| Moon Unit Zappa       | Murphy, el motorista                 |

## Curiosidades
- Fue una de las primeras películas en las que participó Heather Graham.
- En esta película participó O. J. Simpson, famoso exjugador de fútbol americano y años más tarde presunto asesino de su mujer que fue absuelto y que se hizo famoso a nivel mundial por dicho suceso.

- Datos: Q624408